# Jasice (przystanek kolejowy)
Jasice – przystanek kolejowy w Bidzinach, w województwie świętokrzyskim, w Polsce.